# Estació de Gorg
Gorg és un intercanviador ferroviari que enllaça la línia 2, la línia 10 Nord del metro de Barcelona i la línia T5 del Trambesòs. Està situada a l'Avinguda del Marquès de Mont-roig al barri de Gorg de Badalona, molt a prop del Pavelló Olímpic de Badalona.
L'estació de la L2 està soterrada sota l'avinguda i es va inaugurar el 1985 com a perllongació de la L4 fins que el 2002, amb la traspàs del tram La Pau - Pep Ventura a la L2, va passar a formar part d'aquesta línia, adaptant-se també a persones amb mobilitat reduïda. Cinc anys més tard, al 8 de setembre del 2007, es va inaugurar la parada del Tram per a la T5 que es troba a sobre de l'anterior. Uns mesos més tard, el 15 de juny del 2008, hi va arribar la T6, que circulà per aquesta estació fins al 20 de febrer de 2012.
L'estació de l'L10 Nord del metro de Barcelona es va posar en funcionament el 18 d'abril del 2010., uns treballs que es van allargar des del seu inici el 2003.

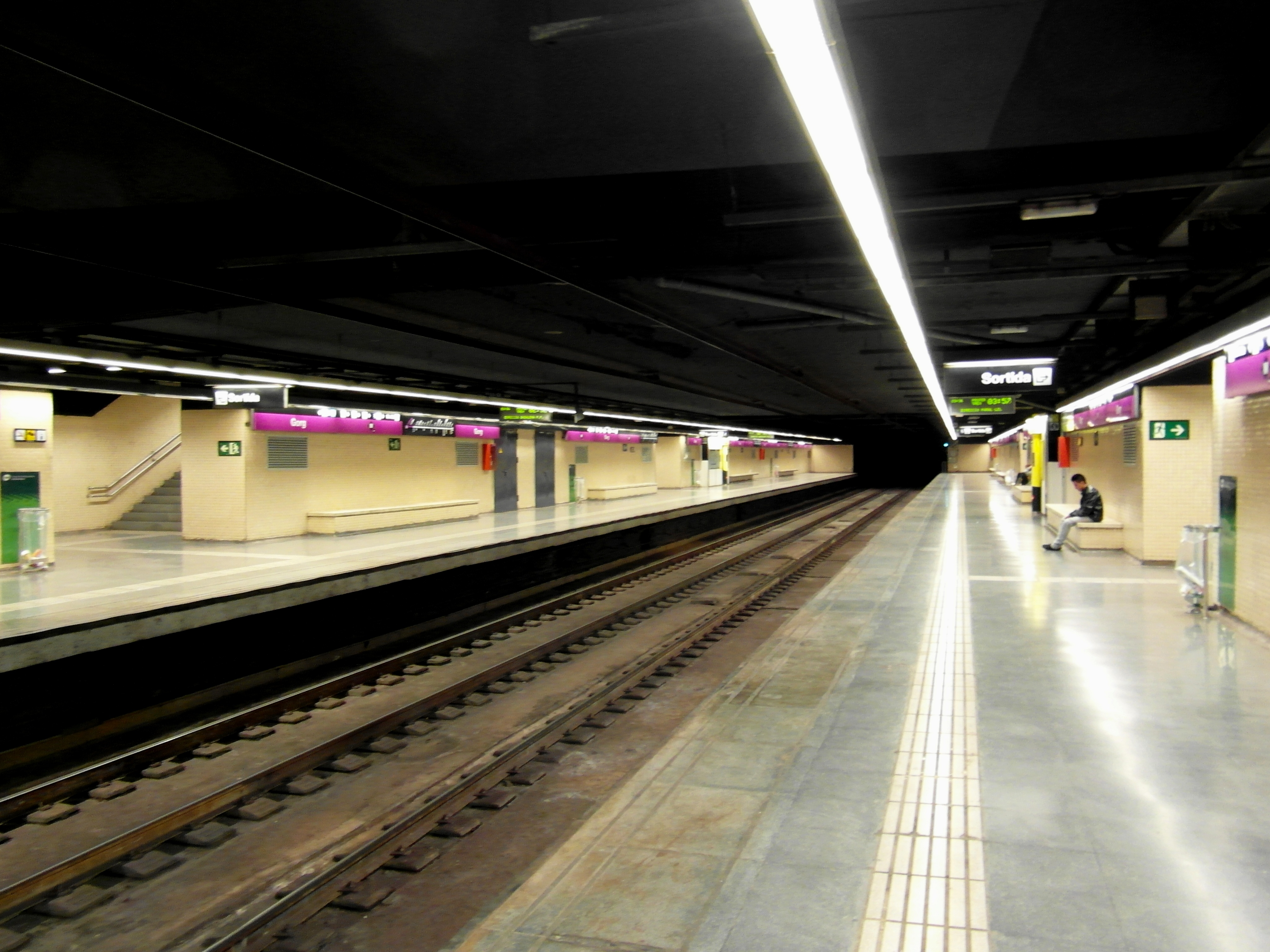
L'estació de metro de la L2.
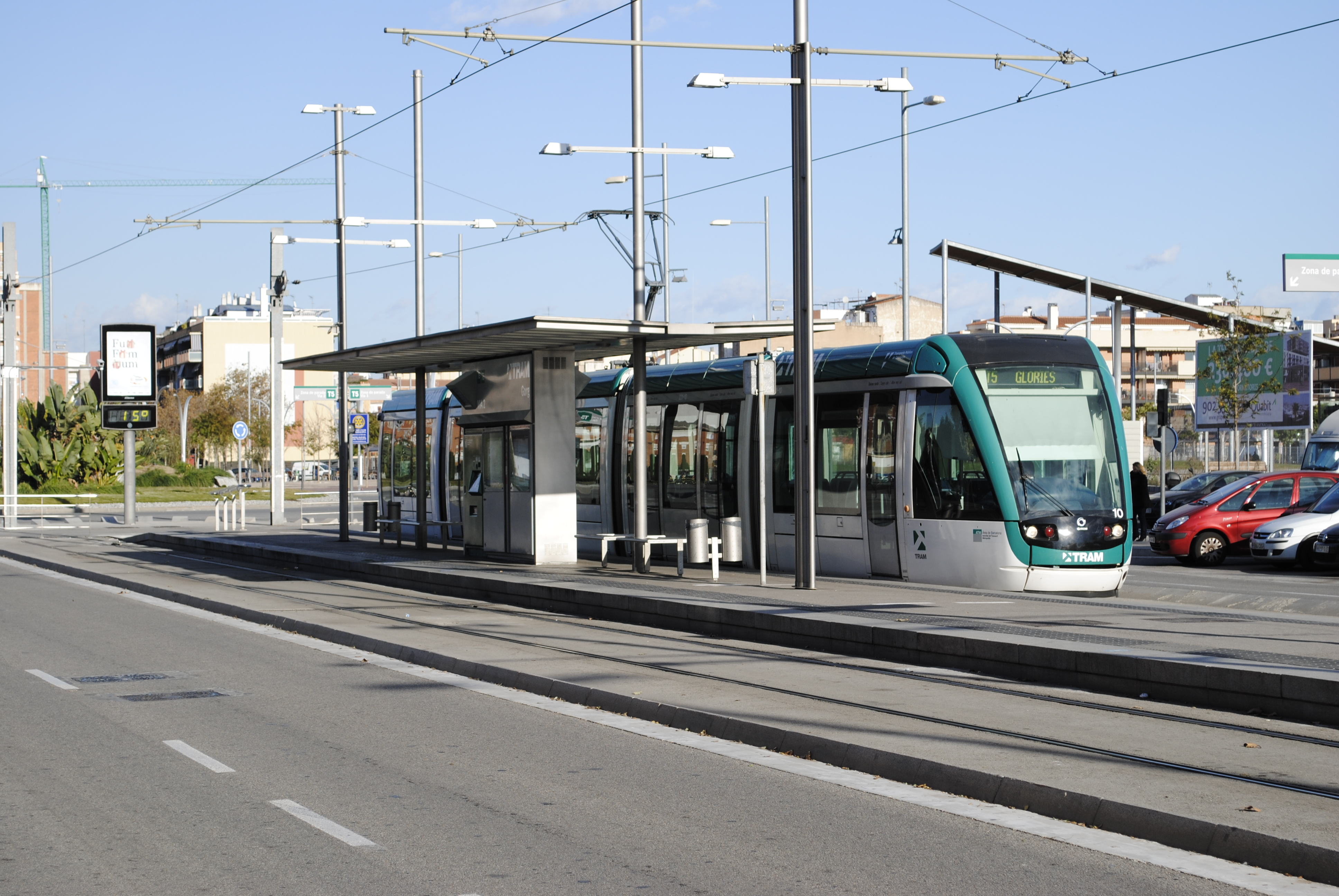
Parada de tramvia de la línia T5

## Serveis ferroviaris
| Procedència/Destinació     | <        | Línia | >           | Procedència/Destinació |
| -------------------------- | -------- | ----- | ----------- | ---------------------- |
| Metro de Barcelona         |          |       |             |                        |
| Paral·lel                  | Sant Roc |       | Pep Ventura | Badalona Pompeu Fabra  |
| La Sagrera                 | La Salut |       | terminal    | terminal               |
| Projectat                  |          |       |             |                        |
| Aeroport T1                | Sant Roc |       | Pep Ventura | Badalona Pompeu Fabra  |
| Pratenc                    | La Salut |       | terminal    | terminal               |
| Trambesòs                  |          |       |             |                        |
| Ciutadella - Vila Olímpica | Sant Roc |       | terminal    | terminal               |

## Accessos del metro
- Avinguda del Marquès de Mont-roig
- Carrer Alfons XII

## Galeria d'imatges

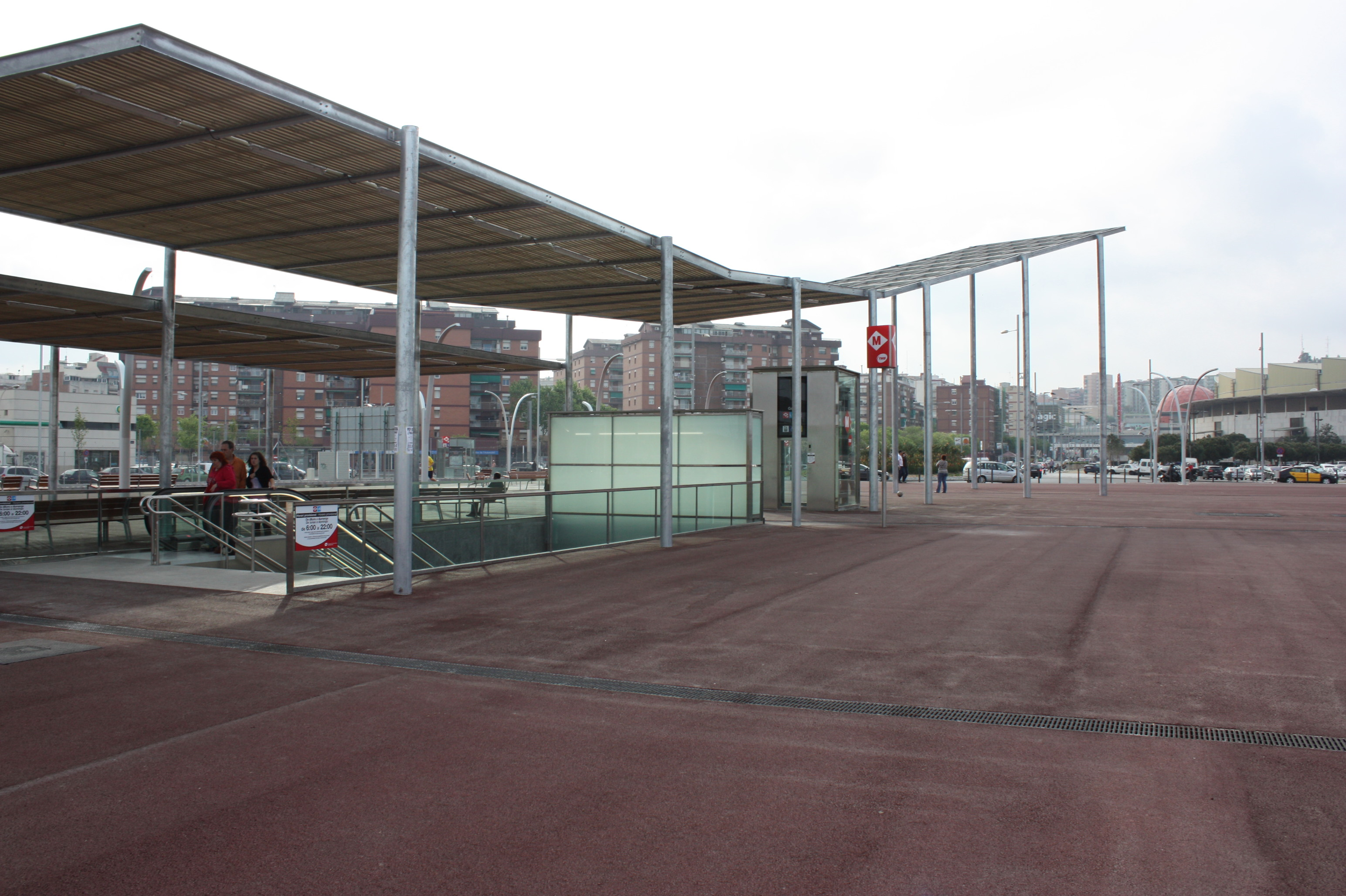
Accés a l'estació de metro des del carrer Alfons XII
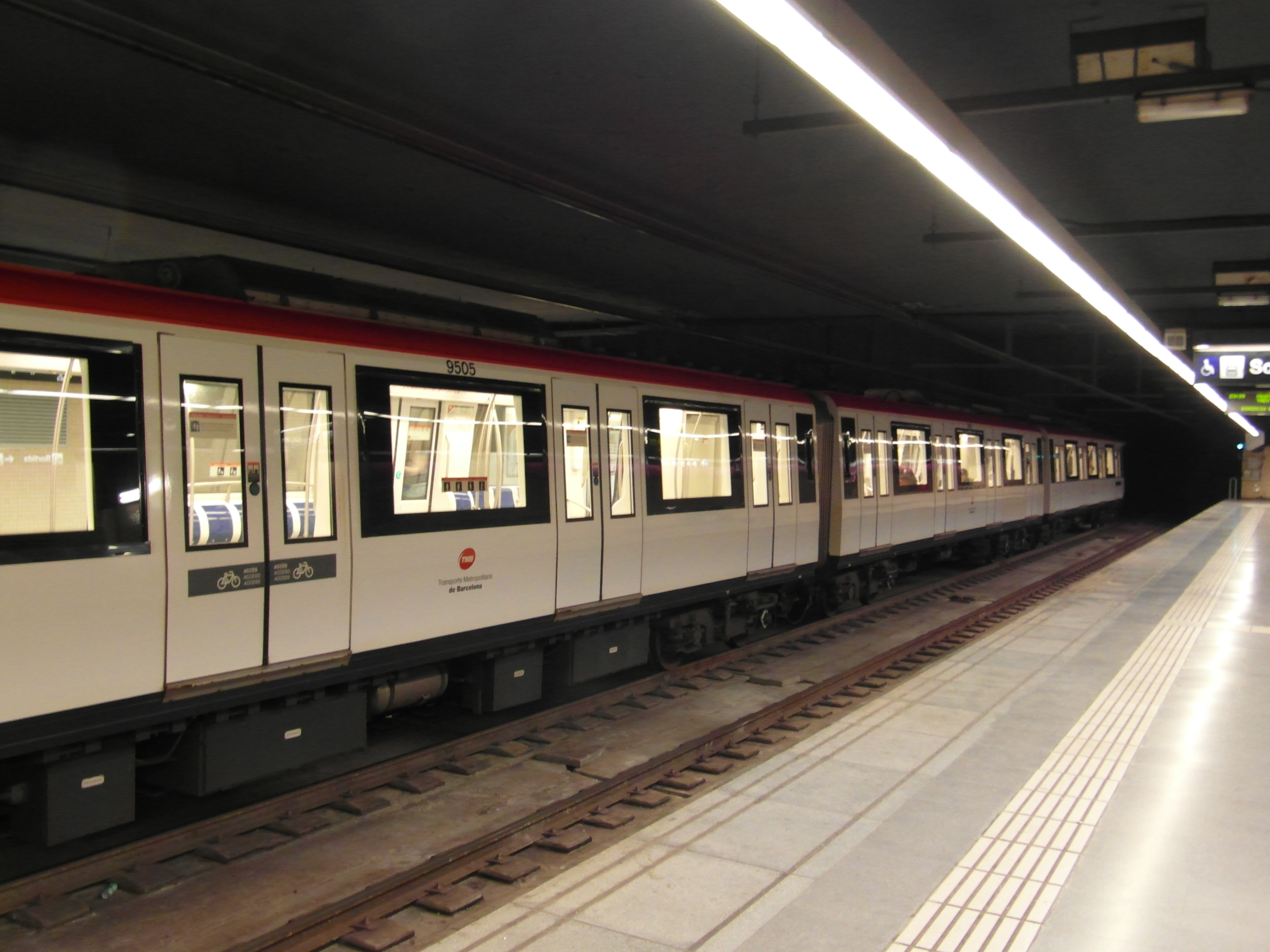
Tren direcció Badalona Pompeu Fabra de la L2.
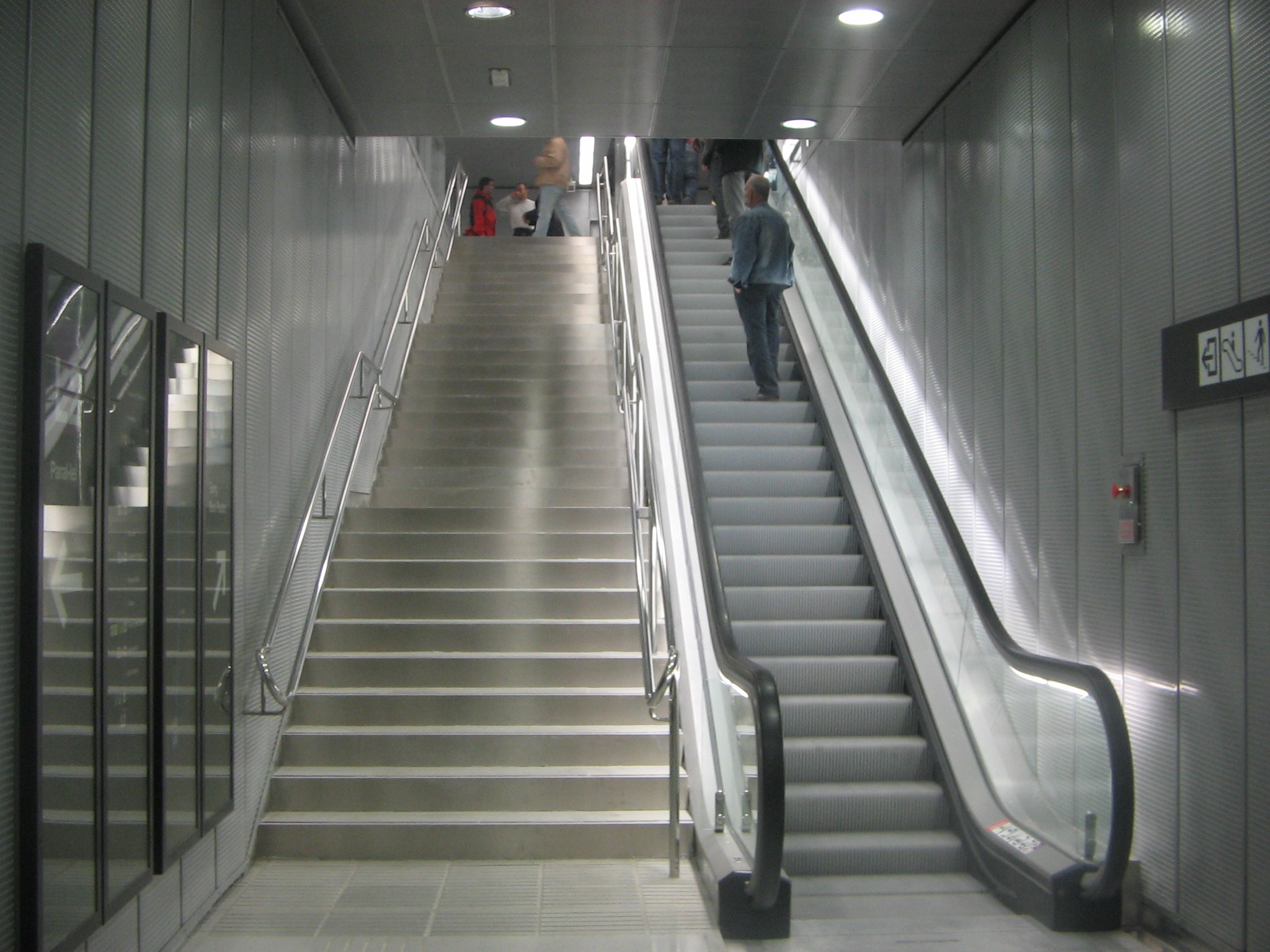
Accés a l'andana de la L10, des de l'andana de la L2.
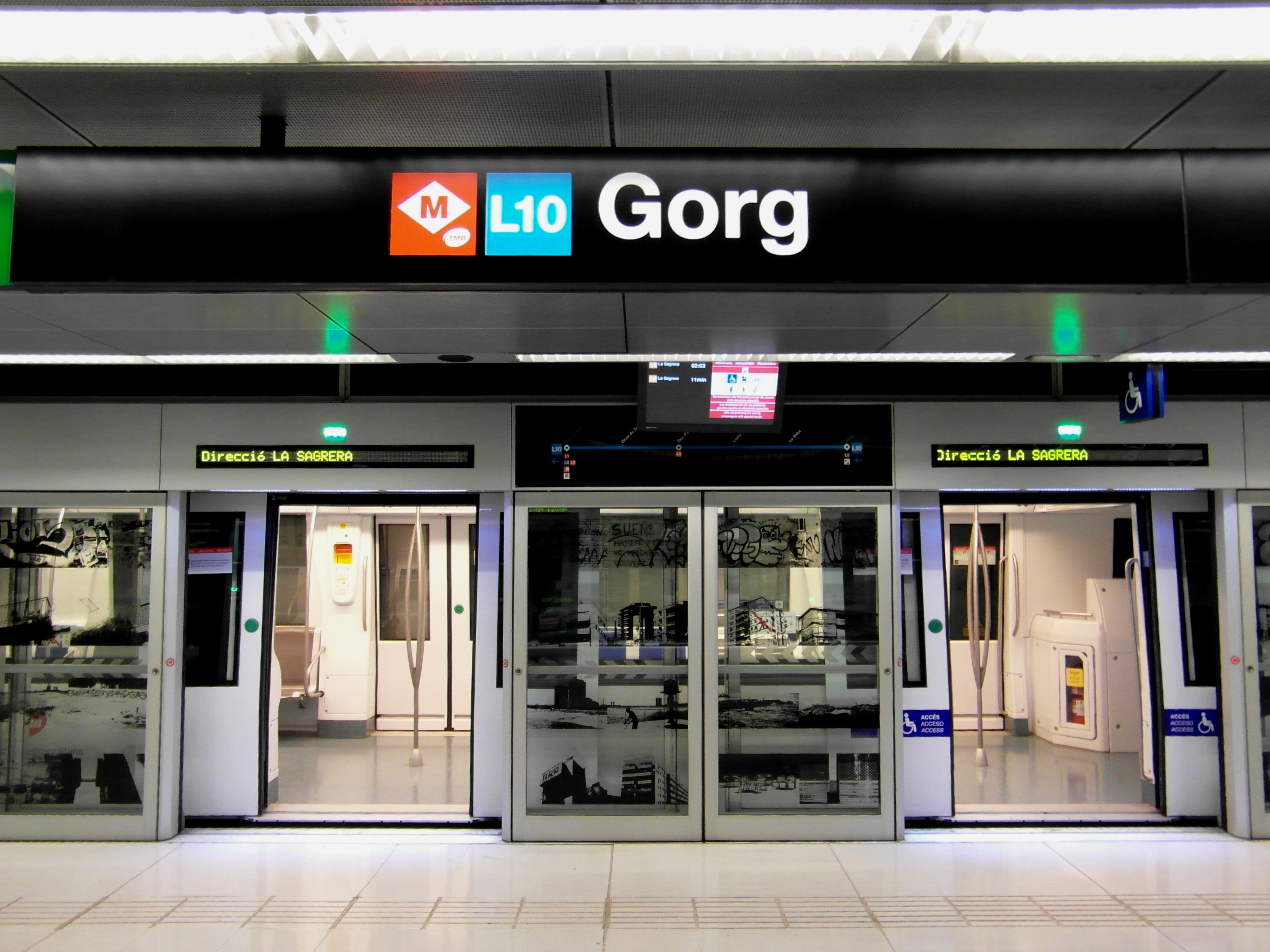
Tren direcció La Sagrera de la L10 Nord
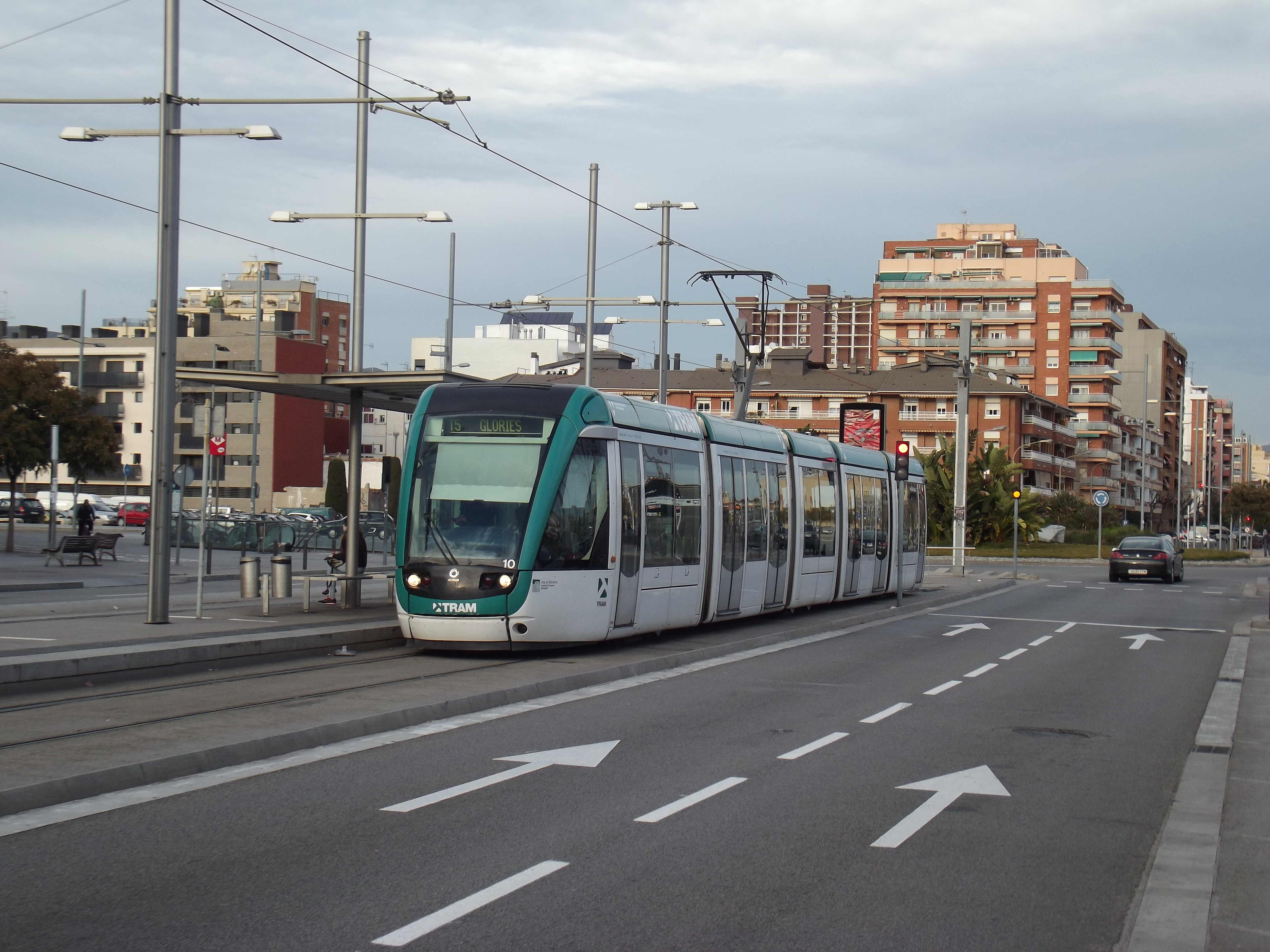
Tramvia T5 direcció Glòries